# Peter Moser (Montanwissenschaftler)
Peter Moser (* 25. November 1959 in Friesach in Kärnten) ist ein österreichischer Montanwissenschaftler. Seit 2008 ist er Universitätsprofessor für Bergbaukunde, Bergtechnik und Bergwirtschaft an der Montanuniversität Leoben, wo er ab 2011 auch als Vizerektor fungierte. Am 15. Dezember 2022 wurde er zum Rektor der Montanuniversität Leoben ab Oktober 2023 gewählt.

## Leben
Peter Moser studierte ab 1978 Bergwesen an der Montanuniversität Leoben, das Studium schloss er 1983 als Diplomingenieur ab. Anschließend war er wissenschaftlicher Mitarbeiter am Institut für Bergbaukunde der Montanuniversität, wo er 1989 zum Doktor der montanistischen Wissenschaften promovierte. Von 1991 bis 1998 leitete er die Arbeitsgruppe Bergtechnisches Prüfwesen am Institut für Bergbaukunde. 1998 habilitierte er sich auf dem Gebiet der Bergbaukunde, die Habilitation wurde von Horst Wagner betreut. Im selben Jahr wurde er außerordentlicher Professor.
Eine Gastprofessor führte ihn an die École nationale supérieure des Mines de Paris. 2004 wurde er gerichtlich beeideter Sachverständiger für Bergbau, von 2006 bis 2010 stand er dem Department Mineral Resources & Petroleum Engineering der Montanuniversität Leoben vor. 2008 wurde er zum ordentlichen Universitätsprofessor für Bergbaukunde, Bergtechnik und Bergwirtschaft berufen, 2011 wurde er zusätzlich Vizerektor für internationale Beziehungen und Infrastruktur. Am 15. Dezember 2022 wurde er vom Universitätsrat als Nachfolger von Wilfried Eichlseder zum Rektor der Montanuniversität Leoben ab Oktober 2023 gewählt.
In seiner wissenschaftlichen Arbeit beschäftigt er sich unter anderem mit Bergbauplanung unter Tage, Bohr- und Sprengtechnik, mechanischer Gewinnung von Hartgestein und dem Vortrieb im Tunnelbau.
Im Oktober 2023 wurde Horst Bischof (Rektor der TU Graz) zum Präsidenten des Vereines TUAustria gewählt, Vizepräsidenten wurden Jens Schneider (Rektor der TU Wien) und Peter Moser. Im Juli 2024 übernahm Moser den Vorsitz von TU Austria.

## Auszeichnungen und Nominierungen
- 2023: Nominierung als „Kopf des Jahres“ in der Kategorie Starke Persönlichkeiten durch die Kleine Zeitung[8]